# Квятковский, Бронислав
Брони́слав Квятко́вский (пол. Bronisław Kwiatkowski; 5 мая 1950 года, Мазуры, гмина Ранижув, Подкарпатское воеводство, Польша — 10 апреля 2010 года, Смоленск, Россия) — польский военачальник, генерал, оперативный командующий Вооружёнными силами Республики Польша (2007—2010).

## Образование
Б.Квятковский в 1973 году окончил Высшую офицерскую школу механизированных войск во Вроцлаве. В 1977—1980 годах обучался в Академии Генерального штаба Вооружённых сил Польши, в 1990—1992 годах — в Академии управления германского бундесвера в Гамбурге. Владел английским, немецким и русским языками.

## Служба в Вооружённых силах
После окончания офицерской школы был назначен на первую офицерскую должность командира взвода в 29-м танковом полку 11-й Дрезденской бронетанковой дивизии в Жагани.
В 1974 году стал командиром роты. С 1980 по 1982 годы, после окончания академии, был начальником штаба 16-го воздушно-десантного батальона в Кракове, затем служил в штабе 6-й Поморской воздушно-десантной дивизии в Кракове (с 1986 года — воздушно-десантная бригада, а с 1989 года — в 6-я десантно-штурмовая бригада имени бригадного генерала Станислава Сосабовского) на должностях оперативного офицера (1982—1983), начальника оперативного отдела (1983—1986), начальника штаба (1986—1990).
В 1990 году назначен на должность начальника оперативного отдела в оперативном управлении Генерального штаба Вооружённых сил Польши в Варшаве. С 1993 года, после окончания обучения в Академии бундесвера, был начальником отдела разведки и радиоэлектронной борьбы в штабе Краковского военного округа в Кракове.
В 1995—1996 годах командовал польским военным контингентом в составе миротворческих сил ООН в зоне разделения войск на Голанских высотах
(UNDOF).
После этого занял должность командира 6-й десантно-штурмовой бригады имени бригадного генерала Станислава Сосабовского в Кракове.
В 2000 году был назначен начальником штаба воздушно-механизированного корпуса в Кракове, переформированного в 2002 году во 2-й механизированный корпус. В 2003 году стал заместителем командира Международной дивизии Центр-Юг в первой смене польского военного контингента в Ираке. После возвращения в Польшу в 2004 году был заместителем директора Учебного центра миротворческих мил НАТО (англ. Joint Force Training Center) в Быдгощи. В 2005 году снова находился в Ираке возглавляя Учебный центр НАТО (англ. NATO Training Mission — Iraq). Затем был заместителем командующего 2-го механизированного корпуса.
С 18 июля 2006 года по 24 января 2007 года командовал Международной дивизией Центр-Юг во время седьмой смены польского военного контингента в Ираке. 20 апреля 2007 был назначен руководителем Оперативного командования. 3 мая 2007 года президент Польши Лех Качиньский присвоил дивизионному генералу Б.Квятковскому звание генерала брони. В связи с реорганизацией 15 августа 2007 года стал оперативным командующим Вооружённых сил Польши.

## Личная жизнь
Был женат с 1973 года, имел двух дочерей. Семья проживала в Кракове. Жена Кристина — выпускница Сельскохозяйственной академии. Дочери: Камила, 1976 года рождения, Эдита, 1983 года рождения. 5 мая 2010 года должен был уйти в отставку по возрасту.

## Гибель и похороны

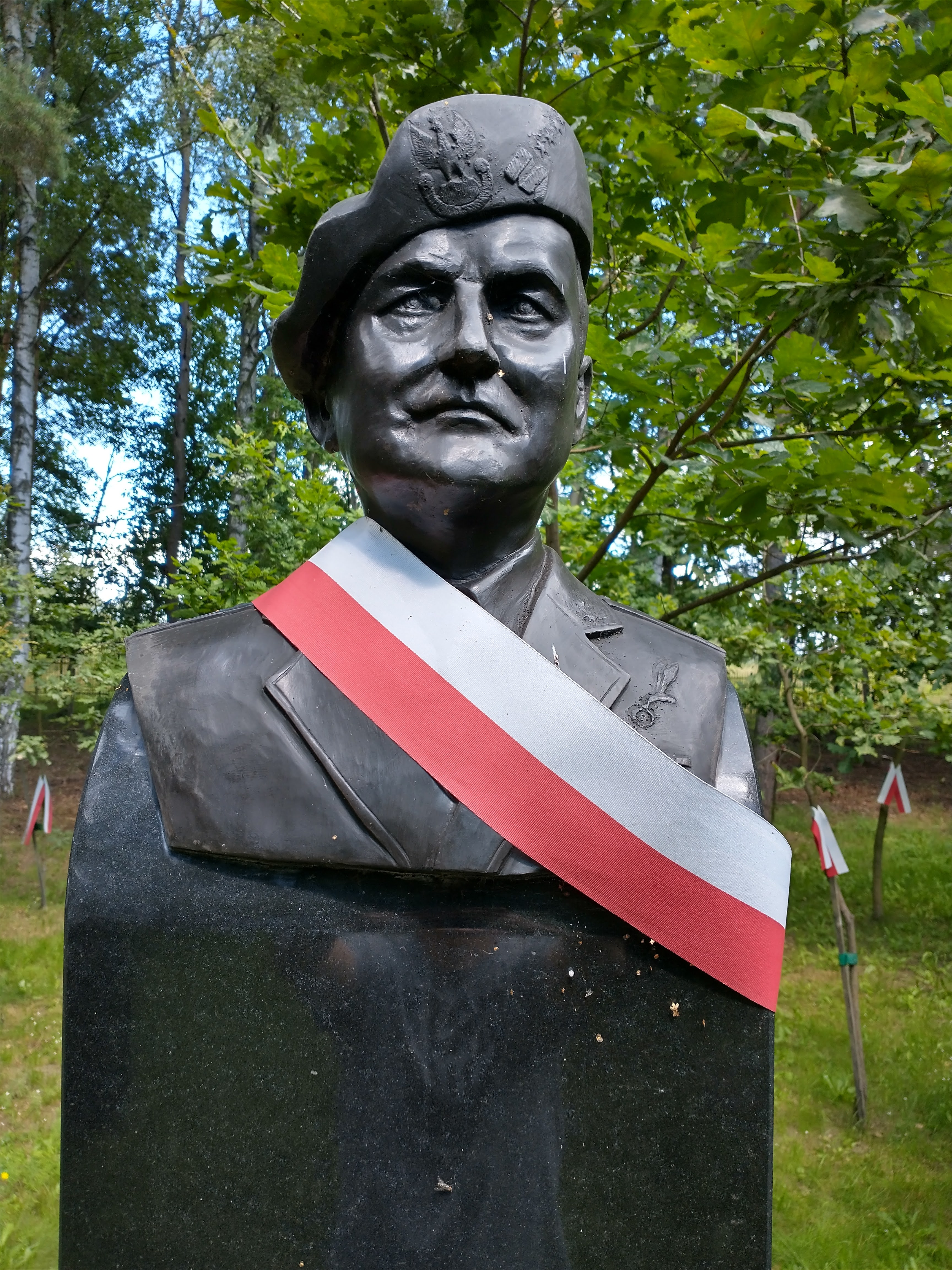
Памятник Брониславу Квятковскому в Оссуве

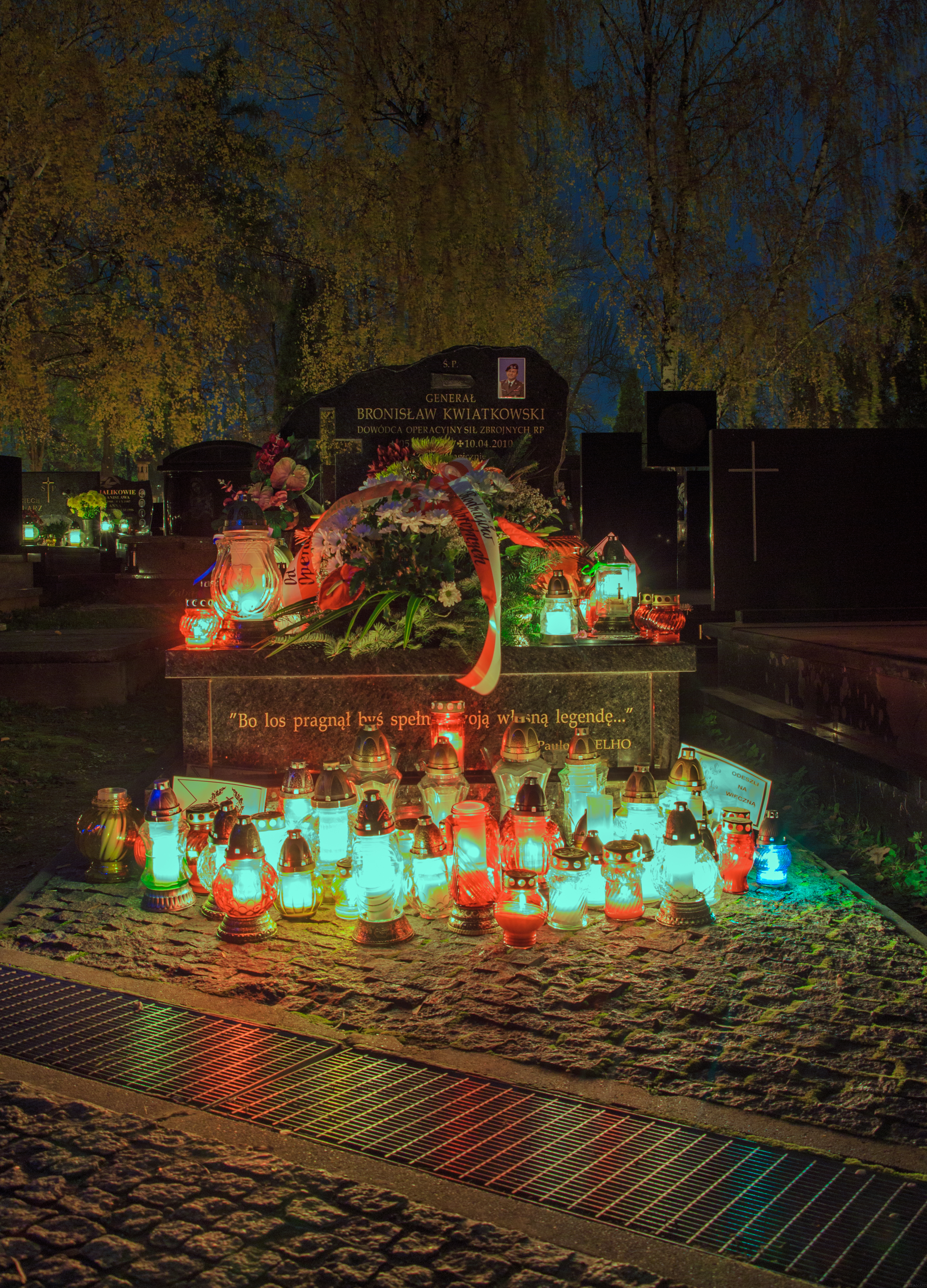
Могила генерала Бронислава Квятковского на Сальваторском кладбище в Кракове

Погиб 10 апреля 2010 года в авиакатастрофе президентского самолёта в Смоленске.
15 апреля 2010 года посмертно присвоено звание генерала.
Похоронен с воинскими почестями 24 апреля 2010 года в Кракове на Сальваторском кладбище

## Звания
- 1998 — бригадный генерал
- 2007 — генерал брони
- 2010 — генерал (посмертно)

## Награды
- Командорский крест Ордена Возрождения Польши (2010, посмертно)
- Офицерский крест Ордена Возрождения Польши
- Крест кавалера Ордена Возрождения Польши
- Командорский крест Военного креста № 1 (11.11.2006)
- Золотой Крест Заслуги
- Золотая медаль «Вооружённые силы на службе Родине»
- Золотая медаль «За заслуги в обеспечении обороноспособности страны»
- Золотая медаль «За долголетнюю службу»
- Великий офицер ордена Заслуг (Португалия, 1 сентября 2008 года)[5]
- Медаль за службу по поддержанию мира, за службу в миссии ООН на Голанских высотах (UNDOF In The Service Of Peace Medal)
- Памятная медаль Международной дивизии Центр-Юг в Ираке
- Знак «Парашютист-инструктор»